# The Singles 86-98
The Singles 86-98 è la settima raccolta del gruppo musicale britannico Depeche Mode, pubblicata il 28 settembre 1998 dalla Mute Records.

## Descrizione
È il seguito della raccolta The Singles 81-85 e contiene i singoli estratti nel periodo compreso tra gli album Black Celebration e Ultra con l'aggiunta dell'inedito Only When I Lose Myself. È inoltre presente la versione dal vivo di Everything Counts tratta dall'album dal vivo 101.

## Promozione
The Singles 86-98 è stata pubblicata nel settembre 1998 attraverso la Mute Records per il mercato europeo e il 6 ottobre dello stesso anno per il mercato statunitense sotto la Sire Records. Contemporaneamente alla distribuzione della raccolta è stato reso disponibile l'album video The Videos 86-98, che raggruppa tutti i video musicali usciti in quel periodo.
Al fine di promuovere la raccolta, il trio intraprese il Singles Tour, partito il 2 settembre 1998 dal Tähtvere Puhkepark di Tartu, e conclusosi il 22 dicembre dello stesso anno all'Arrowhead Pond di Anaheim.

## Tracce
Testi e musiche di Martin Gore.
CD 1
1. Stripped – 3:51
2. A Question of Lust – 4:30
3. A Question of Time – 4:00 – versione remix
4. Strangelove – 3:47
5. Never Let Me Down Again – 4:22
6. Behind the Wheel – 4:00 – versione remix
7. Personal Jesus – 3:46
8. Enjoy the Silence – 4:16
9. Policy of Truth – 5:14
10. World in My Eyes – 3:57

CD 2
1. I Feel You – 4:35
2. Walking in My Shoes – 5:02
3. Condemnation – 3:23 – versione remix
4. In Your Room – 4:50 – versione remix
5. Barrel of a Gun – 5:26
6. It's No Good – 5:59
7. Home – 5:46
8. Useless – 4:53 – versione remix
9. Only When I Lose Myself – 4:41
10. Little 15 – 4:14
11. Everything Counts (Live) – 6:38

## Formazione
Hanno partecipato alle registrazioni, secondo le note di copertina:
Gruppo
- David Gahan – voce principale (eccetto A Question of Lust e Home)
- Martin Gore – strumentazione, voce, voce principale (A Question of Lust e Home)
- Andrew Fletcher – strumentazione
- Alan Wilder – strumentazione (eccetto CD 2: tracce 5-9)

Produzione
- Depeche Mode – produzione (eccetto CD 2: tracce 5-9), missaggio (CD 1: traccia 10, CD 2: tracce 1, 2)
- Mike Marsh – remastering
- Daniel Miller – produzione (CD 1: tracce 1-3, 5, CD 2: traccia 10), missaggio (CD 1: traccia 8)
- Gareth Jones – produzione (CD 1: tracce 1-3)
- Phil Harding – remix (CD 1: traccia 3)
- Dave Bascombe – produzione (CD 1: tracce 4-6, CD 2: traccia 10)
- Shep Pettibone – remix (CD 1: traccia 6)
- Flood – produzione (CD 1: tracce 7-10, CD 2: tracce 1-4), missaggio (CD 2: tracce 1, 2)
- François Kevorkian – missaggio (CD 1: traccia 7, 9 e 10)
- Phil Legg – missaggio (CD 1: traccia 8)
- Mark Stent – missaggio (CD 2: tracce 1, 2)
- Alan Wilder – produzione aggiuntiva e remix (CD 2: traccia 3)
- Steve Lyon – produzione aggiuntiva e remix (CD 2: traccia 3)
- Butch Vig – produzione aggiuntiva e remix (CD 2: traccia 4)
- Tim Simenon – produzione (CD 2: tracce 5-9), missaggio (CD 2: tracce 5-7, 9)
- Q – missaggio (CD 2: tracce 5-7)
- Alan Moulder – remix (CD 2: traccia 8)

## Classifiche
| Classifica (1998) | Posizione massima |
| ----------------- | ----------------- |
| Australia         | 42                |
| Austria           | 2                 |
| Belgio (Fiandre)  | 7                 |
| Belgio (Vallonia) | 4                 |
| Canada            | 14                |
| Danimarca         | 4                 |
| Europa            | 1                 |
| Finlandia         | 3                 |
| Francia           | 6                 |
| Germania          | 1                 |
| Irlanda           | 6                 |
| Italia            | 2                 |
| Norvegia          | 9                 |
| Paesi Bassi       | 33                |
| Portogallo        | 23                |
| Regno Unito       | 5                 |
| Spagna            | 8                 |
| Stati Uniti       | 38                |
| Svezia            | 1                 |
| Svizzera          | 3                 |

## Riconoscimenti
- Blender – 500 CDs You Must Own